# Suzukiana ussuriensis
Suzukiana ussuriensis är en fjärilsart som beskrevs av Moltrecht 1914. Suzukiana ussuriensis ingår i släktet Suzukiana och familjen tandspinnare. Inga underarter finns listade i Catalogue of Life.